# Чумаки (Старобешевский район)
Чумаки (укр. Чумаки) — село на Украине, находится в Старобешевском районе Донецкой области. Под контролем самопровозглашённой Донецкой Народной Республики.

## География
В Донецкой области имеется одноимённый населённый пункт — посёлок Чумаки в составе города Шахтёрска.

#### Соседние населённые пункты по странам света
С: Светлое
СЗ: Новый Свет, Вербовая Балка
ССВ: Андреевка, Михайловка
З: Александровка
В, ЮВ: Осыково
ЮЮЗ: Горбатенко
Ю: Новокатериновка
ЮЗ: Вознесенка, Старобешево

## Население
Население по переписи 2001 года составляло 80 человек.

## Общие сведения
Код КОАТУУ — 1424580509. Почтовый индекс — 87232. Телефонный код — 6253.

## Адрес местного совета
87232, Донецкая область, Старобешевский р-н, с.Александровка, ул.Мира, 30в